# Явор Караиванов
Явор Венциславов Караиванов (роден на 30 септември 1975 г.) е български актьор. Занимава се предимно с озвучаване на филми, сериали и реклами.

## Ранен живот
В периода 1994-96 учи английска филология във Великотърновски университет „Св. св. Кирил и Методий“.
През 2002 г. завършва НАТФИЗ „Кръстьо Сарафов“ със специалност актьорско майсторство за драматичен театър в последния клас на професор Надежда Сейкова и доцент Веселин Ранков. Заедно с него учат Владимир Карамазов, Надежда Панайотова и други.

## Актьорска кариера
От завършването си е и на свободна практика.
Играе в кукленото представление за възрастни „Студено“ на Мила Коларова, което през 2007 г. получава награда „Икар“ от Съюза на артистите. Спектакълът е изпълнен в няколко държави.

## Кариера на озвучаващ актьор
През 2007 г. Караиванов започва озвучаващата си кариера, когато бива поканен от Кирил Бояджиев да озвучава в сериала „Рийба“. След това получава предложения и от други студия, а по-късно започва да озвучава и за анимационни филми за голям екран и DVD, изискващи нахсинхронен дублаж. Първата му роля в този вид дублаж е Принцът в „Спящата красавица“.
Най-известен е с работата си по сериалите „Питайте Джим“ (дублаж на Александра Аудио), „Старгейт Атлантис“, „Офисът (сериал, САЩ)“, „Всички мразят Крис“ и „Куантико“. Други известни сериали с негово участие са „Внимавай какво говориш“ (дублаж на GTV), „Антураж“ (от трети сезон), „Илай Стоун“, „Биг Тайм Ръш“, както и анимационните сериали „Лагерът Ласло“, „Добрият Ед“, „Пале боец“ (дублаж на TV7), „Кръстници вълшебници“ (дублаж на Александра Аудио) и „Финиъс и Фърб“ (дублаж на студио Доли), където озвучава Д-р Хайнц Дуфеншмърц. Озвучава за каналите Disney Channel, Cartoon Network, Nickelodeon, Fox и bTV.
През 2018 г. Караиванов получава номинация за наградата „Икар“ в категория „постижения в озвучаването и дублажа“ (тогава наричана „Златен глас“) за дублажа на Ектор в „Тайната на Коко“, заедно с Петър Бонев за Олаф в „Замръзналото кралство: Коледа с Олаф“ и Христо Узунов за Фома в „Мутра по заместване“. Наградата се присъжда на Узунов.
През 2020 година изпълнява ролята на Александър в аудиокнигата „Не казвай на мама“ с автор Николай Йорданов.
| Актьор           | Заглавия | Роли                                                      |
| ---------------- | --- | --------------------------------------------------------- |
| Адам Сандлър     | Мистър Дийдс (дублаж на Андарта Студио) Зохан: Стилист от запаса (дублаж на Андарта Студио) | Лонгфелоу Дийдс Зохан Двир/Скрапи Коко                    |
| Артър Малет      | Тайната на умните мишоци Тайната на умните мишоци: Спасителят Тими | Г-н Векове                                                |
| Бари Гордън      | Костенурките нинджа (сериал, 1987) (дублаж на студио Триада) Костенурките нинджа (сериал, 2012) | Донатело Донатело от 80-те                                |
| Бен Стилър       | Запознай се с нашите (дублаж на студио VMS) Запознай ме с вашите (дублаж на студио VMS) Мегаум (дублаж на Александра Аудио) Нощ в музея: Тайната на гробницата (дублаж на студио Доли)                                                             | Гейлорд „Грег“ Еблю Бърнард Лааа                          |
| Бен Шварц        | Турбо Надцакването (дублаж на Андарта Студио) | Бързакът Крейг                                            |
| Бенджамин Брат   | Облачно с кюфтета Облачно с кюфтета 2: Отмъщението на огризките Модерно семейство (от осми сезон) | Мани Хавиер Делгадо                                       |
| Бил Кобс         | Нощ в музея (дублаж на студио Доли) Нощ в музея: Тайната на гробницата (дублаж на студио Доли) | Реджиналд                                                 |
| Даран Норис      | Кръстници вълшебници (в някои епизоди от сезон 10 е Росен Русев) Гръм Трансформърс: Прайм (дублаж на студио VMS) Вероника Марс (филм) Бънсен е звяр                                                                                                | Таткото на Тими Луи Нокаут Клиф Маккормак Таткото на Тими |
| Джейк Джонсън    | Спайдър-Мен: В Спайди-вселената Спайдър-Мен: През Спайди-вселената | Питър Б. Паркър/Спайдър-Мен                               |
| Джейсън Лий      | Ние, мечоците Ние, мечоците: Филмът Алвин и чипоносковците: Голямото чипоключение | Чарли Дейв Севил                                          |
| Джери Трейнър    | Супер куче (дублаж на TV7) Бънсен звяра | Дъдли Пъпи Командир Фунийка                               |
| Джеръми Пивън    | Антураж (от трети до осми сезон) Пиратите! Банда неудачници (дублаж на студио Про Филмс) | Ари Голд Черният Белами                                   |
| Джеф Бенет       | Фермата на Отис Кунг-фу панда: Легенди за страхотния боец Бънсен е звяр | Змията Тонг Фо Бащата на Бънсен, Боб и Капитан Гаф        |
| Джим Къмингс     | Покахонтас 2: Пътуване до един нов свят Междузвездни войни: Бунтовниците | Крал Джеймс Хондо Онака                                   |
| Джон Клийз       | Шрек Трети (дублаж на VMS) Шрек завинаги (дублаж на VMS) Игор | Крал Харолд Д-р Гликенщайн                                |
| Джон Кразински   | Офисът (дублаж на bTV) Сватбен лиценз Измислени приятели | Джим Халпърт Бен Мърфи Маршмалоу                          |
| Джон Туртуро     | Трансформърс: Отмъщението Колите 2 | Агент Сиймур Симънс Франческо Бернули                     |
| Джона Хил        | Нощ в музея 2 (дублаж на студио Доли) Лего Батман: Филмът (дублаж на студио Доли) | Бръндън (Брандън) Хал Джордан/Зеленият фенер              |
| Джоел Дейвид Мур | Аватар (дублаж на Александра Аудио) Аватар: Природата на водата | Норм Спелман                                              |
| Дик Ван Дайк     | Нощ в музея (дублаж на студио Доли) Нощ в музея: Тайната на гробницата (дублаж на студио Доли) | Сесил Фредерикс                                           |
| Дъг Лоурънс      | Спондж Боб Квадратни гащи (дублаж на Александра Аудио) Лагерът Лазло | Лари и други Едуард Птицечовката                          |
| Еди Мърфи        | Плуто Наш Таткова градина (дублаж на bTV) Шрек Трети (дублаж на VMS) Шрек завинаги (дублаж на VMS) | Плуто Наш/Рекс Кратер Чарлс „Чарли“ Хинтън Магарето       |
| Ерик Джейкъбсън  | Мъпетите Мъпетите 2 (дублаж на студио Доли) | Мис Пиги                                                  |
| Итън Хоук        | Преди изгрев Преди залез (дублаж на студио Триада) Братята Нютън | Джеси Уолъс Джес Нютън                                    |
| Кен Джонг        | Скуби-Ду! Том и Джери | Дайномът Шеф Джаки                                        |
| Кумейл Нанджиани | Лего Нинджаго: Филмът Доктор Дулитъл (дублаж на Алекандра Аудио) | Джей Плимптън                                             |
| Кунал Наяр       | Тролчета (дублаж на „Александра Аудио“) Тролчета: Турнето Тролчета: Бандата се събира | Блясъчко                                                  |
| Мартин Шорт      | 101 далматинци II: Приключението на Пач в Лондон Модерно семейство | Ларс Мърв Шлектър                                         |
| Мат Лукас        | Гномео и Жулиета (дублаж на Александра Аудио) Шоуто на Греъм Нортън | Бени Себе си                                              |
| Мичъл Мусо       | Хана Монтана Крале по неволя | Оливър Оукън Брейди                                       |
| Ник Джонас       | Хана Монтана Jonas L.A. (дублаж на студио Доли) Кемп Рок 2: Последният концерт | Себе си Ник Лукас Нейт Грей                               |
| Оуен Уилсън      | Нощ в музея (дублаж на студио Доли) Нощ в музея 2 (дублаж на студио Доли) Нощ в музея: Тайната на гробницата (дублаж на студио Доли) | Джедедая                                                  |
| Питър Кълън      | Трансформърс: Прайм (дублажи на студио Доли и VMS) Трансформърс: Рескю Ботс (дублаж на VMS) | Оптимус Прайм                                             |
| Пол Кандъл       | Парижката Света Богородица Парижката Света Богородица 2 | Клопен                                                    |
| Пол Ръд          | Обект на желание (дублаж на студио Триада) Малкият принц Костенурките нинджа: Пълен хаос | Джордж Хенсън Г-н Принц Мондо Геко                        |
| Райън Гослинг    | Оглупели от любов Гангстерски отдел | Джейкъб Палмър Сержант Джери Утърс                        |
| Ралф Файнс       | Принцът на Египет (дублаж на студио Доли) Хари Потър и Даровете на Смъртта: Първа част Хари Потър и Даровете на Смъртта: Втора част | Рамзес II Лорд Волдемор                                   |
| РЗА              | Смешни хора (дублаж на студио Доли) Миньоните 2 | Чък Моторист                                              |
| Роб Полсън       | Скуби-Ду и братята Бу Шоуто на Шантавите рисунки Костенурките нинджа (в сезони 1–2 на Александра Аудио е Иван Петков) | Шрийко Къртикът Мак Донатело                              |
| Роби Колтрейн    | Хари Потър и Даровете на Смъртта: Първа част Хари Потър и Даровете на Смъртта: Втора част | Рубиъс Хагрид                                             |
| Робин Уилямс     | Нощ в музея (дублаж на студио Доли) Нощ в музея 2 (дублаж на студио Доли) Нощ в музея: Тайната на гробницата (дублаж на студио Доли) | Теодор Рузвелт                                            |
| Рупърт Гринт     | Хари Потър и Даровете на Смъртта: Първа част Хари Потър и Даровете на Смъртта: Втора част | Рон Уизли                                                 |
| Седрик Шоумена   | Мадагаскар 2 Мадагаскар 3 | Морис                                                     |
| Скот Макорд      | Остров Пълна драма (дублаж на студио 1+1) Студио Пълна драма Световно турне Пълна драма Пълна драма: Отмъщението на острова (в първи епизод) Пълна драма: Главоломна надпревара                                                                    | Оуен                                                      |
| Стийв Бушеми     | Игор Трансформърс: Първият | Скрампър Старскрийм                                       |
| Фил Ламар        | Футурама Чаудър | Хермес Конрад Рокдор                                      |
| Харолд Реймис    | Ловци на духове (дублаж на Тайтъл-Бе-Ге) Ловци на духове 2 (дублаж на Тайтъл-Бе-Ге) | Игън Спенглър                                             |
| Хю Боневил       | Падингтън Падингтън 2 Падингтън в Перу | Хенри Браун                                               |
| Хюго Уивинг      | Трансформърс Трансформърс: Отмъщението | Мегатрон                                                  |
| Юън Макгрегър    | Междузвездни войни: Епизод I - Невидима заплаха (дублаж на Александра Аудио) Междузвездни войни: Епизод II - Клонираните атакуват (дублаж на Александра Аудио) Междузвездни войни: Епизод III - Отмъщението на ситите (дублаж на Александра Аудио) | Оби-Уан Кеноби                                            |

## Преподавателска дейност
Караиванов преподава актьорско майсторство за драматичен и куклен театър, както и поп и рок пеене в школи МОНТФИЗ от 2007 до 2009 г. Освен това води курсове по дублаж в студио 1+1.

## Филмография
- „Каталии“ (2001) – Циганина
- „Каналето“ (2002-2003)

## Личен живот
Има двама братя. Един от тях се казва Делян Караиванов.